# المتطوع الإستوني للعام
متطوع العام هي جائزة  وطنية  في إستونيا للعمل التطوعي تأسست عام 2005.
2008:
قدم رئيس إستونيا، توماس هندريك إيلفس، في 7 ديسمبر 2008 الجائزة إلى الأشخاص الخمسة عشر التالية:
-         بيتر كودو (Peeter Kuudu)
-         مونيكا روسينغ (Monika Rusing)
-         تونيس بوس (Tõnis Puss)
-         ادو كوهلاب (Aado Kuhlap)
-         ماجا غلاسر (Maaja Glaser)
-         ليز ليل (Liis Lill)
-         هيلجو كوك (Helju Kukk)
-         راينر نلفاك (Rainer Nõlvak) لتنظيم حملة لنفعلها 2008 (Let's do it 2008)
-         أونو آن (Uno Aan)
-         الار ساريماي (Üllar Saaremäe) لتنظيم مهرجان موسيقى البانك الإستوني (Estonian Punk Song Festival)
-         اورف أوسبيرغ (Urve Uusberg)
-         أون سوفا (Aune Suve)
-         أندريس لور (Andres Luure) لمساهمته في ويكيبيديا الإستونية
-         هيلو ميغاس (Helo Meigas)
-         أهتي هيلا (Ahti Heinla) لتنظيم حملة لنفعلها 2008 (Let's do it 2008)
خلال الحفل عزفت فرقة الروك Terminaator أربعة من أغانيها: "Osa minust" و "Romula" و "See ei ole saladus"
و "Tahan ärgata üles".